# Джонстон (Айова)
Джонстон (англ. Johnston) — город в округе Полк в Айове в Соединённых Штатах Америки. По данным переписи населения 2020 года в США население города составляло 17 278 человек, что делает его 24-м по численности населения городом в штате.
В городе расположена штаб-квартира компании Pioneer Hi-Bred International.

## География
По данным Бюро переписи населения США, общая площадь города составляет 18,37 квадратных миль (47,58 км2), из которых 17,16 квадратных миль (44,44 км2) приходится на сушу, а 1,21 квадратных миль (3,13 км2) — на водную поверхность.